# Gastronomía del Palatinado

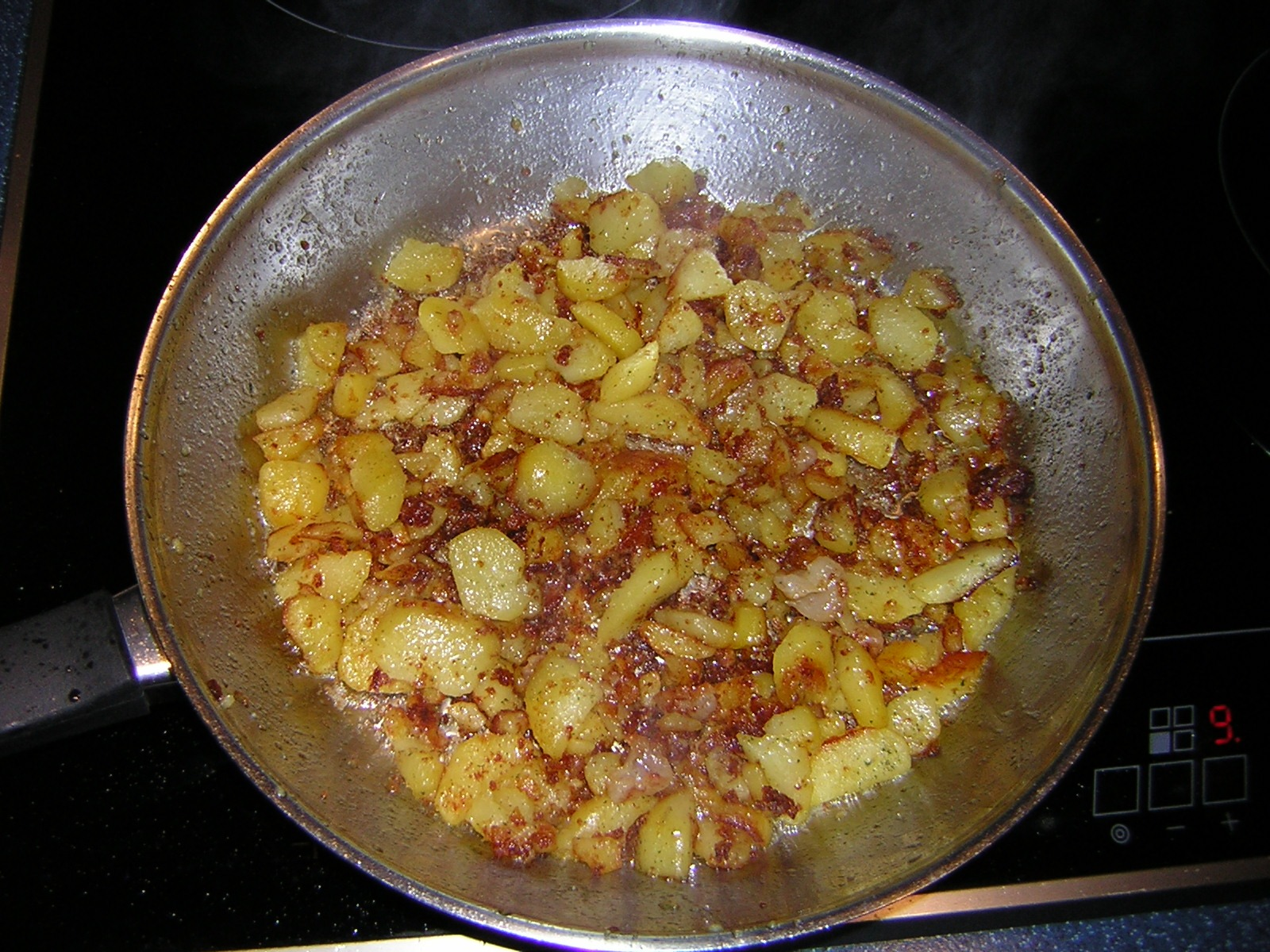
Bratkartoffeln (patatas asadas) en una sartén, plato típico del Palatinado.

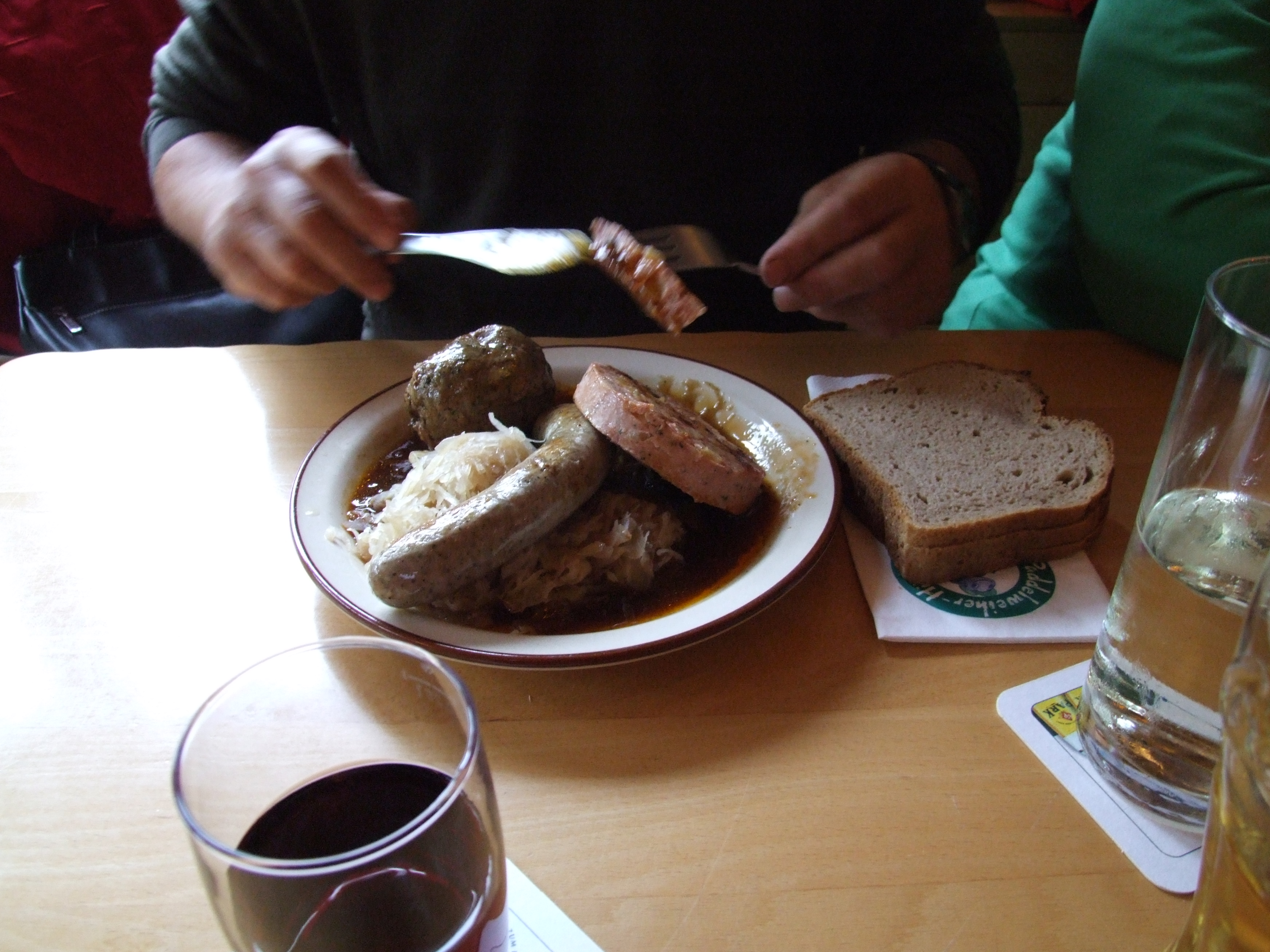
Läwwerknedel, Brotworscht, Saumache mit Sauerkraut un Brot.

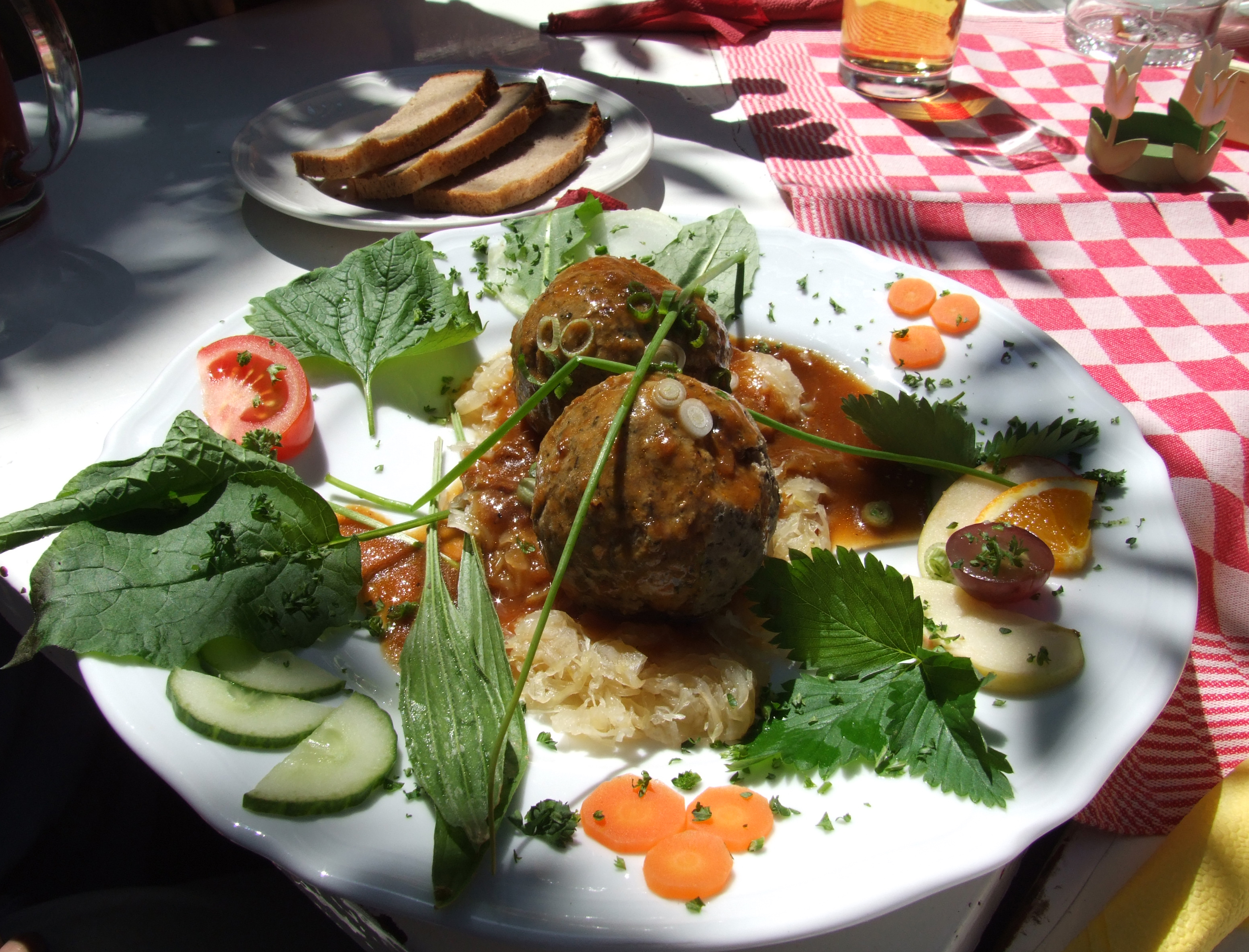
Läwwerknepp mit Sauerkraut.

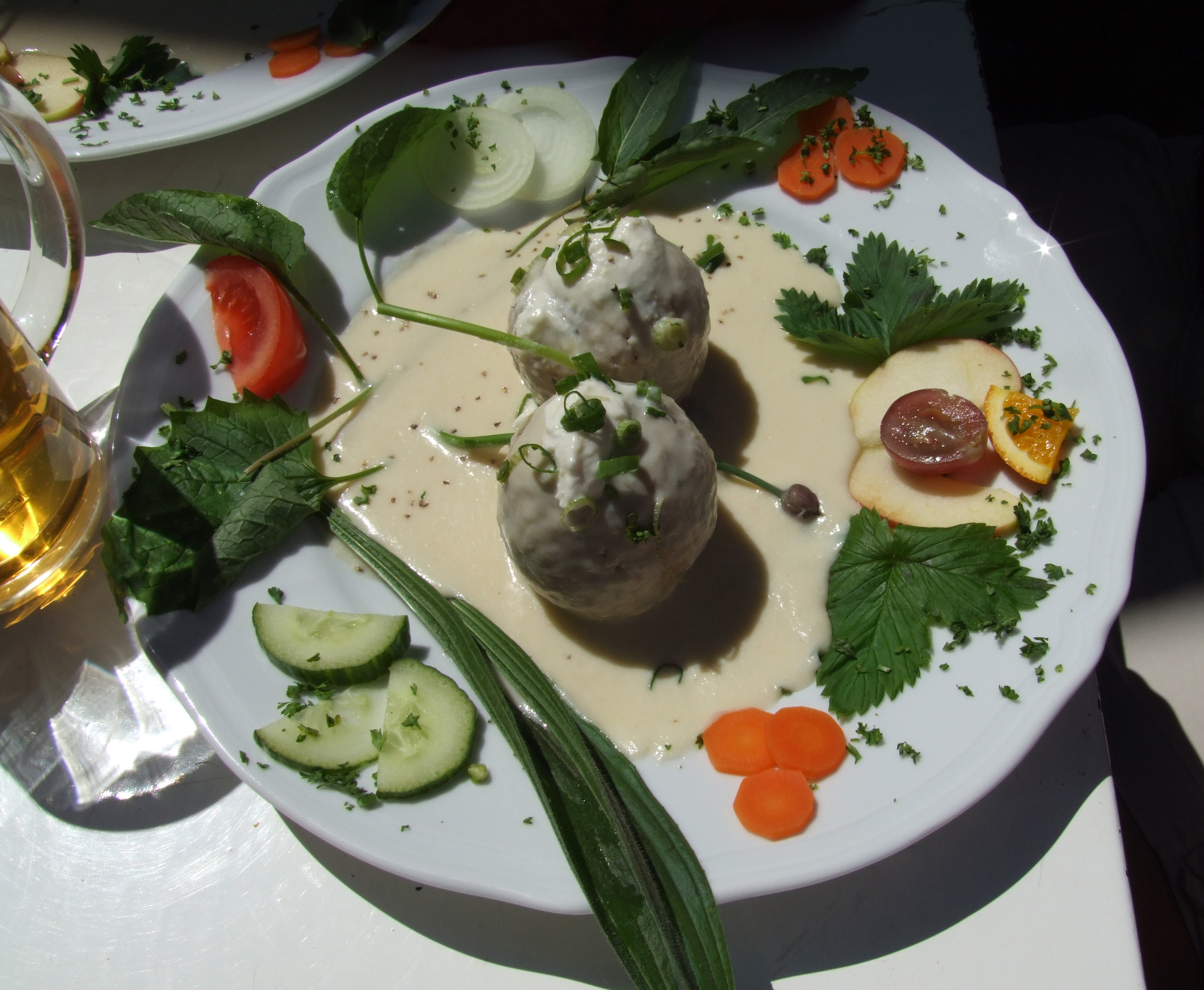
Flääschknepp mit Meerretichsoß.

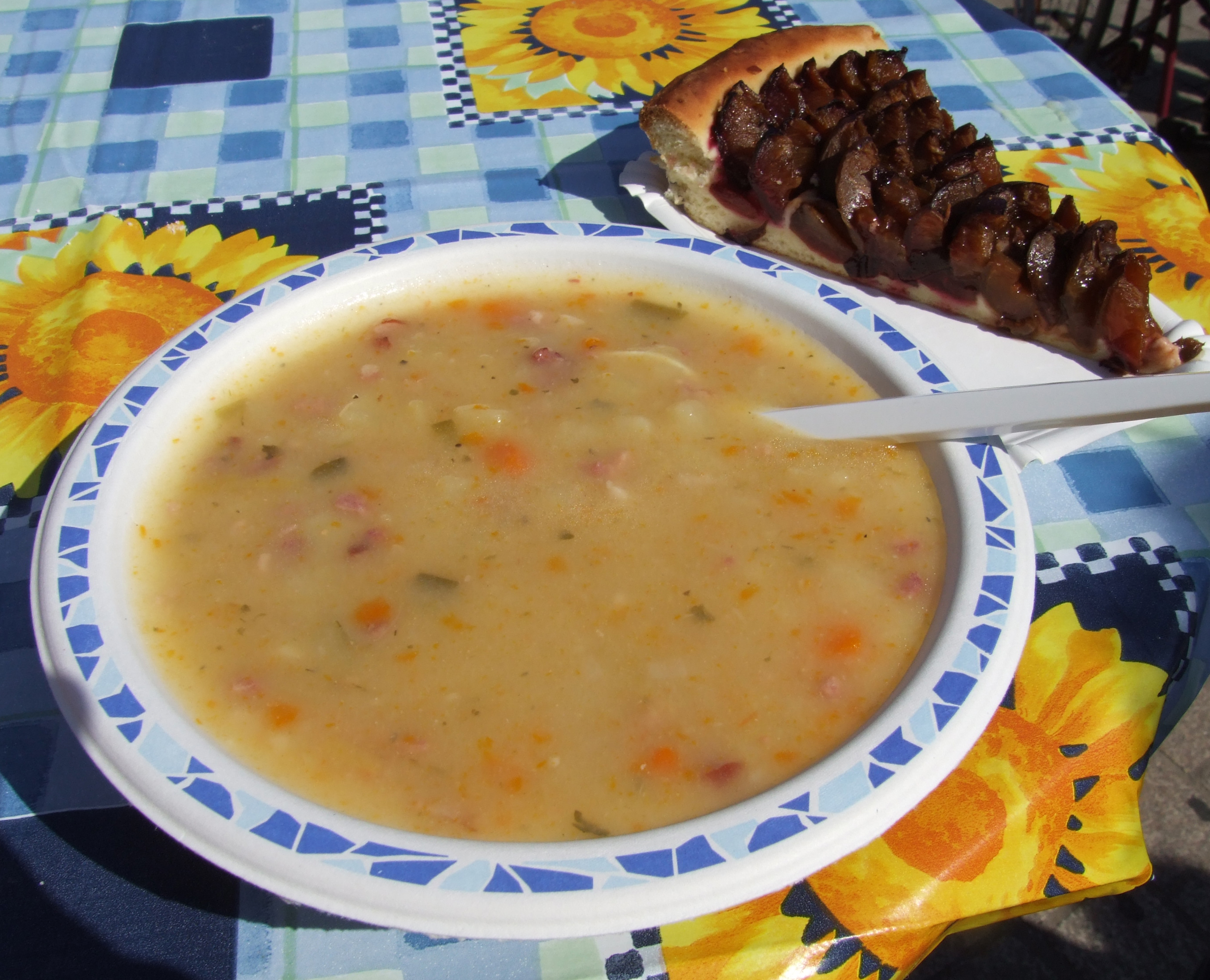
Grumbeersupp un Quetschekuche.

La Gastronomía del Palatinado es parte de la cocina alemana y corresponde al conjunto de costumbres culinarias de la población que vive en el Palatinado (Alemania). Esta zona de Alemania tiene muchas influencias (debido en parte a la geografía) con la cocina francesa y a la cocina mediterránea.

## Ingredientes
En la zona del Palatinado se cultivan de forma exclusiva algunos ingredientes que dependende la zona, por ejemplo en el sur (con influencia más mediterránea) se tienen como cultivo autóctono las almendras, algunos frutos cítricos como el kiwis y los higos. Se cultivan los espárragos. En el oestedel Palatinado se elaboran las "Hoorische" (Haarige - "Peludos" en castellano) y son klösse (bolas elaboradas de pan y beicon) que se sirven con salsa de nata y beicon y algo de sauerkraut como acompañamiento.

## Platos
- Pfälzer Saumagen. Es el plato más conocido de la región, entran en competición anual muchos de los carniceros alemanes.
- Weck, Worscht un Woi es una especie de tapa denominado con dialecto de la región. El nombre del plato indica sus ingredientes: panecillo, salchicha y vino blanco de la región.
- "Schales". Es una especie de Kartoffelpuffer (patata rallada) que añaden speck y cebolleta y se hace en el horno.
- Lakzervelat. Es una especie de salchicha cervelat elaborada de pescado en salazón. Se considera una especialidad típica entre Navidad y Año Nuevo y se toma cocido con Sauerkraut.
- Grumbeersupp un Quetschekuche es sopa de patata con pastel de ciruelas.
- Läwwerknepp (Knödel elaborado con hígado) o Flääschknepp (Knödel elaborado con carne), se puede bien servir con Sauerkraut.

### Panes
- Weinknorzen un tipo de Brötchen con comino en su parte superior.

## Región Vinícola
Hay que recordar que el Palatinado es una región vinícola de Alemania con denominación propia de Palatinado (región vinícola). Durante la época de recolección de la uva es muy popular en la comarca el Zwiebelkuchen ("Pastel de cebolla", servido caliente), ya que forma parte íntima de las fiestas del vino que se celebran en esa época.